# بالاتون‌آکاراتیا
بالاتون‌آکاراتیا (به مجاری: Balatonakarattya) یک شهرداری در مجارستان است که در وسپرم واقع شده‌است.